# Lac Attawapiskat
Le lac Attawapiskat est un lac du district de Kenora au nord de l'Ontario, Canada. Il prend sa source principalement dans les rivières Otoskwin, Marten-Drinking et Pineimuta. Il se déverse dans le fleuve Attawapiskat et le North Channel, lui-même un tributaire de ce fleuve.
Le nom viendrait du mot algonquin atawabiskat, qui signifie « fond rocheux », en raison de son lit de calcaire qui fut jadis le fond d'une ancienne mer.
En langue cri des marécages (en), le terme chat-a-wa-pis-shkag pour les formations de calcaire particulières à la région, donne donc son nom au lac et au fleuve.
La localité des premières nations Neskantaga First Nation se situe sur le côté ouest du lac.